# Coronel Juan Crisóstomo Centurión
Coronel Juan Crisóstomo Centurión (también conocido como Cruce Coronel Centurión, Cruce Paragro o Cruce a Puerto La Esperanza) es una pequeña localidad paraguaya del Departamento de Alto Paraguay ubicada en el kilómetro 97 de la ruta PY15 "Bioceánica", a unos 617 km de Asunción.
Actualmente el poblado cuenta con unos 50 habitantes aproximadamente y forma parte del municipio de Puerto Casado, ubicado a unos 103 km de distancia.

## Toponimia
Lleva su nombre en honor al coronel Juan Crisóstomo Centurión (1840 - 1902), destacado militar, escritor, periodista, diplomático y político paraguayo que combatió en la Guerra de la Triple Alianza (1864 - 1870), llegando hasta el final mismo del conflicto en Cerro Corá y presenciando la muerte del mariscal Francisco Solano López, sobre lo cual dejó un valioso testimonio escrito luego en su libro Memorias o reminiscencias de la Guerra del Paraguay. También es recordado por haber escrito Viaje Nocturno de Gualberto en 1877, la primera novela paraguaya de la historia.
Su nombre de Cruce Paragro es debido a la Estancia Paragro, que fue una de las primeras en establecerse en la zona.
Su otro nombre de Cruce a Puerto La Esperanza es debido a que la localidad se encuentra en el desvío a Puerto La Esperanza, ubicada a 75 km de distancia.